# Arrondissement di Moulins
L'arrondissement di Moulins è un arrondissement dipartimentale della Francia situato nel dipartimento dell'Allier, nella regione dell'Alvernia-Rodano-Alpi.

## Storia
Fu creato nel 1800, sulla base dei preesistenti distretti.

## Composizione
L'arrondissement è composto da 111 comuni raggruppati in 12 cantoni:
- cantone di Bourbon-l'Archambault
- cantone di Chantelle
- cantone di Chevagnes
- cantone di Dompierre-sur-Besbre
- cantone di Lurcy-Lévis
- cantone di Le Montet
- cantone di Moulins-Ovest
- cantone di Moulins-Sud
- cantone di Neuilly-le-Réal
- cantone di Saint-Pourçain-sur-Sioule
- cantone di Souvigny
- cantone di Yzeure